# 公立芽室病院
公立芽室病院（こうりつめむろびょういん、英:Memuro Public Hospital）は、北海道河西郡芽室町にある公立（町立）の病院。

## 概要

### 職員
合計 - 175人（常勤:107人、臨時・嘱託:68人）
以下に記載している( )の中の数は常勤職員の人数
- 医師 - 12人 (10)
- 薬剤師 - 4人 (4)
- 検査技師 - 4人 (3)
- 放射線技師 - 4人 (4)
- 臨床工学技士 - 2人 (2)
- 作業療法士 - 1人 (1)
- 理学療法士 - 4人 (4)
- 視能訓練士 - 1人 (1)
- 言語聴覚士 - 1人 (1)
- 看護師 - 86人 (60)
- 准看護師 - 5人 (2)
- 看護助手 - 16人 (2)
- 介護員 - 6人 (0)
- リハビリ助手 - 1人 (0)
- 助産師 - 3人 (2)
- 管理栄養士 - 3人 (1)
- 調理員 - 13人 (0)
- ソーシャルワーカー - 2人 (2)
- 事務 - 10 (10)

2019年（平成31年）4月1日現在

## 診療科
2019年（平成31年）3月31日まで産婦人科が設置されており、WHO（世界保健機関）が認定するBFH（赤ちゃんにやさしい病院）に認定されていた。
- 内科
- 小児科
- 外科
- 整形外科
- 眼科
- 耳鼻咽喉科
- リハビリテーション科
- 放射線科
- 人工透析

## 沿革
- 1940年（昭和15年）1月1日 - 村立芽室診療所を開設する。
- 1942年（昭和17年）5月 - 芽室町立病院に改称する。
- 1944年（昭和19年）4月 - 経営を日本赤十字社に移管し、日本赤十字社芽室診療所となる。
- 1949年（昭和24年）4月 - 日本赤十字社芽室病院に改称する。
- 1954年（昭和29年）4月 - 経営を再び芽室町に移管し、町立芽室病院に改称する。
- 1967年（昭和42年）6月 - 歯科を開設する。
- 1991年（平成3年）4月 - 理学診療科を開設する。
- 1992年（平成4年）4月 - 整形外科を開設する。
- 1995年（平成7年）11月 - 人工透析の診療を開始する。
- 2001年（平成13年）4月 - 眼科を開設する。
- 2002年（平成14年）4月
  - 耳鼻咽喉科を開設する。
  - 現名称である公立芽室病院に改称する。
- 2003年（平成15年）10月 - オーダリングシステムを導入する。
- 2004年（平成16年）1月 - 電子カルテシステムを導入する。
- 2006年（平成18年）8月 - WHO（世界保健機関）よりBFH（赤ちゃんにやさしい病院）に認定される。
- 2016年（平成28年）7月 - 地域包括ケア病床を開設する。
- 2018年（平成30年）3月 - 歯科を廃止する。
- 2019年（平成31年）4月1日 - 産婦人科を休診する。

## 不祥事・医療ミス・医療事故
- 2019年10月8日（処分日） - 男性医師（59歳）が、9月末女性職員用トイレに盗撮目的で小型カメラを設置した。女性職員が発見し、発覚。町は10月8日、男性医師を懲戒免職とし、監督責任を問い、院長（66歳）を訓告処分とした[1]。